# ARA Hércules (B-52)
ARA Hércules (B-52) é um transporte rápido originalmente construído como um contratorpedeiro Type 42 para a Armada Argentina.
Em 18 de maio de 1970, o governo da Argentina e a Vickers assinaram um contrato para dois contratorpedeiros. Sua construção começou em 16 de julho de 1971, foi lançado ao mar em 24 de outubro de 1972 e entrou em serviço em 10 de maio de 1976.
Durante a guerra das Malvinas, ele liderou o Grupo de Tareas 79.2, composto pelo ARA Py, ARA Seguí y ARA Punta Médanos.
Em 2000, foi sujeito a uma modificação no Chile. O resultado foi a conversão para um transporte de tropas.